# Sciara
Pour les articles homonymes, voir Sciara (homonymie).
Sciara est une commune italienne de la province de Palerme, dans la région Sicile.

## Administration
| Période                                  | Période | Identité | Étiquette | Qualité |
| ---------------------------------------- | ------- | -------- | --------- | ------- |
|                                          |         |          |           |         |
| Les données manquantes sont à compléter. |         |          |           |         |

### Communes limitrophes
Aliminusa, Caccamo, Cerda, Termini Imerese.

## Personnalités
- Francesca Serio (1903-1992), activiste italienne, est morte à Sciara.